# Riksmötet 2016/2017
Riksmötet 2016/17 var Sveriges riksdags verksamhetsår 2016–2017. Det påbörjades vid riksmötets öppnande den 13 september 2016 och pågick fram till riksmötets öppnande den 12 september 2017. 

## Talmanspresidiet
| Talman          | Första vice talman   | Andra vice talman | Tredje vice talman      |
| Urban Ahlin (S) | Tobias Billström (M) | Björn Söder (SD)  | Esabelle Dingizian (MP) |
| --------------- | -------------------- | ----------------- | ----------------------- |

## Händelser och beslut i urval

### 2016

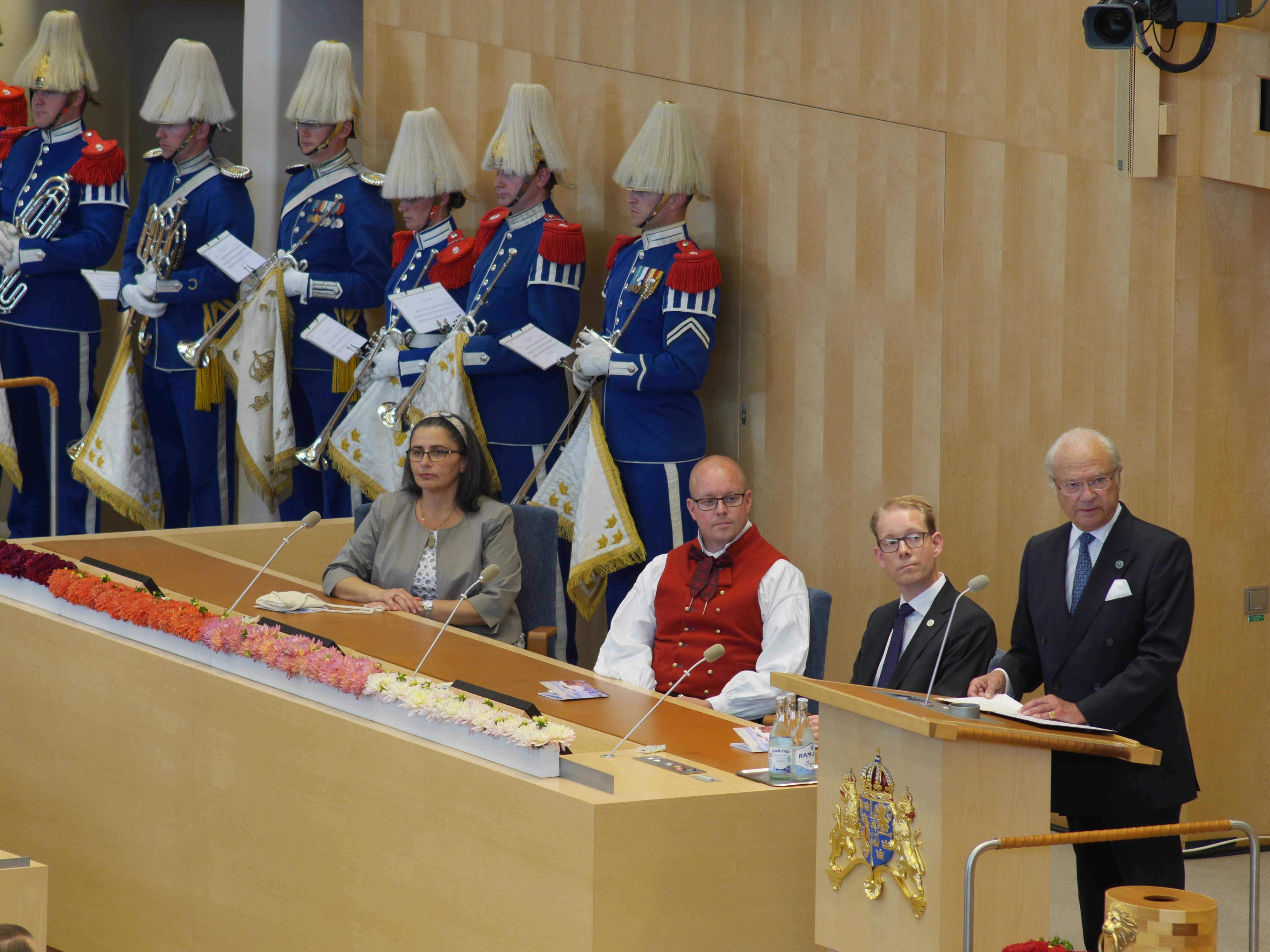
HM Konung Carl XVI Gustaf talar och förklarar Riksmötet öppnat, 13 september 2016.

- 13 september: Sveriges konung Carl XVI Gustaf öppnar riksmötet sedan riksdagen sammanträtt tidigare samma dag, med upprop av riksdagsledamöterna på dagordningen. Öppnandet följs av regeringsförklaring från statsminister Stefan Löfven.[3]
- 20 september: Regeringen överlämnar sin budgetproposition för år 2017 till riksdagen.[4]
- 23 november: Riksdagen röstar igenom regeringens budgetproposition för år 2017 med 142 (S+MP+V) röster för, 122 (M+SD) röster mot och 45 (C+L+KD) avstående.[5]
- 24 november: Regeringens planer på att ersätta länsindelningen med 6 storregioner faller sedan Centerpartiet drar sig ur förhandlingarna kring en eventuell reform.[6]

### 2017
- 19 januari: Moderaternas partiledare Anna Kinberg Batra öppnar upp för att lägga en gemensam alliansbudget och fälla regeringen Löfven med hjälp av Sverigedemokraterna. Moderaterna öppnar också upp för att samarbeta med Sverigedemokraterna i riksdagen men avvisar budget- eller regeringssamarbete.[7]
- 15 juni: Riksdagen röstar igenom en ny klimatlag med 254 (S+M+MP+C+V+L+KD) röster för och 41 (SD) mot. Enligt den nya lagen ska bland annat framtida regeringar lämna klimatredovisningar i budgetpropositionerna och som målsättning ska inte Sverige ha några nettoutsläpp av växthusgaser till atmosfären senast år 2045.[8][9]
- 26 juli: Alliansens partiledare meddelar att de avser att väcka misstroendeförklaring mot ministrarna Anders Ygeman, Anna Johansson och Peter Hultqvist med anledning av regeringens hantering av IT-skandalen.[10]
- 27 juli: Inrikesminister Anders Ygeman och infrastrukturminister Anna Johansson lämnar regeringen.[11]
- 25 augusti: Anna Kinberg Batra annonserar sin avgång.[12]
- 12 september: Riksmötet 2017/2018 öppnas.

## Särskilda debatter
Nästan hälften av alla debatter i kammaren gäller ärenden som riksdagen ska besluta om, så kallade ärendedebatter. Men det ordnas också debatter där inga beslut fattas. Nedan finns en sammanställning av dessa. Referensen innehåller länk till det riksdagsprotokoll där debatten finns dokumenterad.

### Aktuella debatter
| Ämne                                  | Datum             | Ref.   |
| ------------------------------------- | ----------------- | ------ |
| Polisens situation                    | 27 september 2016 | [ 14 ] |
| Sveriges säkerhetspolitiska situation | 13 oktober 2016   | [ 15 ] |
| Personlig assistans                   | 28 oktober 2016   | [ 16 ] |
| Tryggheten i Sverige                  | 17 mars 2017      | [ 17 ] |
| Hälso- och sjukvårdens utmaningar     | 30 mars 2017      | [ 18 ] |
| Attentatet i Stockholm                | 28 april 2017     | [ 19 ] |
| Klimatförändringar                    | 12 maj 2017       | [ 20 ] |

### Budgetdebatter
| Ämne                               | Datum             | Ref.   |
| ---------------------------------- | ----------------- | ------ |
| Förslag till statsbudget för 2017  | 20 september 2016 | [ 21 ] |
| 2017 års ekonomiska vårproposition | 18 april 2017     | [ 22 ] |

### Partiledardebatter
| Datum           | Ref.   |
| --------------- | ------ |
| 12 oktober 2016 | [ 23 ] |
| 11 januari 2017 | [ 24 ] |
| 14 juni 2017    | [ 25 ] |

### Utrikespolitisk debatt
| Datum            | Ref.   |
| ---------------- | ------ |
| 15 februari 2017 | [ 26 ] |

## Riksdagens sammansättning
Se även: Riksdagsvalet i Sverige 2014
Mandatfördelningen avser sammansättning vid öppnandet.
|        |                          |        |        |
| Parti  | Parti                    | Parti  | Mandat |
|        | Socialdemokraterna       | S      | 113    |
|        | Moderata samlingspartiet | M      | 84     |
|        | Sverigedemokraterna      | SD     | 48     |
|        | Miljöpartiet de Gröna    | MP     | 25     |
|        | Centerpartiet            | C      | 22     |
|        | Vänsterpartiet           | V      | 21     |
|        | Liberalerna              | L      | 19     |
|        | Kristdemokraterna        | KD     | 16     |
|        | Partilös                 | –      | 1      |
| Totalt | Totalt                   | Totalt | 349    |

- Anna Hagwall lämnade Sverigedemokraterna den 5 december 2016 och blev därefter politisk vilde.[27]
- Patrick Reslow lämnade Moderaterna den 17 maj 2017 och blev därefter sverigedemokrat. Formellt blev han emellertid partilös.[28][29]

## Utskottspresidier
Listan avser presidierna som de såg ut vid respektive utskotts första sammanträde, vilka ägde rum mellan 14 september och 27 september 2016.
| Utskott | Ordförande                | Vice ordförande          |
| ------- | ------------------------- | ------------------------ |
| KU      | Andreas Norlén (M)        | Björn von Sydow (S)      |
| FiU     | Fredrik Olovsson (S)      | Ulf Kristersson (M)      |
| SkU     | Per Åsling (C)            | Jörgen Hellman (S)       |
| JuU     | Beatrice Ask (M)          | Annika Hirvonen (MP)     |
| CU      | Caroline Szyber (KD)      | Johan Löfstrand (S)      |
| UU      | Kenneth G. Forslund (S)   | Karin Enström (M)        |
| FöU     | Allan Widman (L)          | Åsa Lindestam (S)        |
| SfU     | Fredrik Lundh Sammeli (S) | Johan Forssell (M)       |
| SoU     | Emma Henriksson (KD)      | Anna-Lena Sörenson (S)   |
| KrU     | Olof Lavesson (M)         | Gunilla Carlsson (S)     |
| UbU     | Lena Hallengren (S)       | Christer Nylander (L)    |
| TU      | Karin Svensson Smith (MP) | Jessica Rosencrantz (M)  |
| MJU     | Matilda Ernkrans (S)      | Kristina Yngwe (C)       |
| NU      | Jennie Nilsson (S)        | Lars Hjälmered (M)       |
| AU      | Raimo Pärssinen (S)       | Elisabeth Svantesson (M) |

## Nyckelpersoner i partierna

### Partiledare
- S: Stefan Löfven
- M: Anna Kinberg Batra
- SD: Jimmie Åkesson
- MP: Isabella Lövin och Gustaf Fridolin (språkrör)
- C: Annie Lööf
- V: Jonas Sjöstedt
- L: Jan Björklund
- KD: Ebba Busch Thor

### Gruppledare
- S: Tomas Eneroth, till 8 augusti 2017.
  - Från 8 augusti 2017: Anders Ygeman[30]
- M: Jessica Polfjärd
- SD: Mattias Karlsson
- MP: Maria Ferm och Jonas Eriksson
- C: Anders W. Jonsson
- V: Mia Sydow Mölleby
- L: Christer Nylander
- KD: Andreas Carlson

### Partisekreterare
- S: Lena Rådström Baastad
- M: Tomas Tobé, till 7 juli 2017
  - Från 7 juli 2017: Anders Edholm[31]
- SD: Richard Jomshof
- MP: Amanda Lind
- C: Michael Arthursson
- V: Aron Etzler
- L: Maria Arnholm
- KD: Acko Ankarberg Johansson